# Eishockey-Weltmeisterschaft der U18-Junioren 2001
Die 3. Eishockey-Weltmeisterschaften der U18-Junioren der Internationalen Eishockey-Föderation IIHF waren die Eishockey-Weltmeisterschaften des Jahres 2001 in der Altersklasse der Unter-Achtzehnjährigen (U18). Insgesamt nahmen zwischen dem 5. März und 21. April 2001 43 Nationalmannschaften an den sieben Turnieren der Top-Division, Divisionen I bis III und Asien-Ozeanien-Division sowie den Qualifikationen zur Division III und Asien-Ozeanien-Division für das folgende Jahr teil.
Für beide Junioren-Weltmeisterschaften galt ab diesem Jahr – wie bei den Senioren und den Frauen – eine neue Bezeichnung der verschiedenen Gruppen. Die B-Gruppe wurde als Division I, die C-Gruppe als Division II und die D-Gruppe als Division III bezeichnet. Die A-Gruppe wurde generell nur in Top-Division umbenannt. Aufgrund des IIHF-Beschlusses, dass Kanada für die WM 2002 eine Wildcard für die Top-Division erhalten sollte, gab es keinen Absteiger in die Division I. Die Top-Division wurde für das folgende Jahr auf zwölf Teilnehmer aufgestockt.
Der Weltmeister wurde zum ersten Mal die Mannschaft Russlands, die im Finale die Überraschungsmannschaft aus der Schweiz deutlich mit 6:2 bezwingen konnte. Die deutsche Mannschaft belegte den fünften Rang in der Top-Division und rundete damit das gute Abschneiden der deutschsprachigen Nationen in der Top-Division ab. Österreich wurde Zweiter in der Division I und verpasste damit knapp den Aufstieg.

## Teilnehmer, Austragungsorte und -zeiträume
Die bisherige A-Gruppe wurde zur Top-Division, die bisherige B-Gruppe zur Division I. Die bisherige Europa-Divisionen I  bzw. II wurden zur Division II bzw. III. 
- Top-Division: 12. bis 22. April 2001 in Helsinki, Lahti und Heinola, Finnland
Teilnehmer:  Deutschland,  Finnland (Titelverteidiger),  Norwegen (Aufsteiger),  Russland,  Schweden,  Schweiz,  Slowakei,  Tschechien,  Ukraine,  USA

- Division I: 26. März bis 1. April 2001 in Riga und Liepāja, Lettland
Teilnehmer:  Belarus (Absteiger),  Dänemark,  Italien,  Japan,  Kasachstan (Aufsteiger),  Lettland,  Nordkorea (Aufsteiger),  Österreich

- Division II: 27. bis 31. März 2001 in Elektrėnai und Kaunas, Litauen
Teilnehmer:  Estland,  Frankreich (Absteiger),  Großbritannien,  Kroatien (Aufsteiger),  Litauen,  Polen (Absteiger),  Slowenien,  Ungarn

- Division III: 7. bis 11. März 2001 in Sofia, Bulgarien
Teilnehmer:  Belgien,  Bulgarien,  Israel,  Jugoslawien,  Niederlande,  Rumänien (Absteiger),  Spanien (Absteiger),  Südafrika

- Qualifikation zur Division III: 27. April 2001 in Kockelscheuer, Luxemburg
Teilnehmer:  Island (Absteiger),  Türkei

- Asien-Ozeanien-Division: 8. bis 11. März 2001 in Seoul, Südkorea
Teilnehmer:  Australien,  Volksrepublik China,  Neuseeland (Aufsteiger),  Südkorea

- Qualifikation zur Asien-Ozeanien-Division: 9. bis 11. März 2001 in Seoul, Südkorea
Teilnehmer:  Republik China (Taiwan),  Mongolei,  Thailand

## Top-Division
Die U18-Weltmeisterschaft wurde vom 12. bis zum 22. April 2001 in den finnischen Städten Helsinki, Lahti und Heinola ausgetragen. Gespielt wurde in der Helsingin Jäähalli (8.200 Plätze) in Helsinki sowie der Lahden Jäähalli in Lahti mit 5.098 Plätzen und der Heinolan Jäähalli in Heinola (2.975 Plätze).
Am Turnier nahmen zehn Nationalmannschaften teil, die in zwei Gruppen zu je fünf Teams spielten.
| Gruppe A | Gruppe B    |
| Finnland | Russland    |
| Schweiz  | Schweden    |
| Slowakei | Tschechien  |
| USA      | Deutschland |
| Ukraine  | Norwegen    |

### Modus
Nach den Gruppenspielen der Vorrunde qualifizieren sich die beiden Gruppenersten direkt für das Halbfinale. Die Gruppenzweiten und -dritten bestreiten je ein Qualifikationsspiel zur Halbfinalteilnahme. Die Vierten und Fünften der Gruppenspiele bestreiten – bei Mitnahme des Ergebnisses der direkten Begegnung aus der Vorrunde – die Abstiegsrunde und ermitteln dabei einen Absteiger in die Division I.

### Austragungsorte
| Helsinki |

| Lahti |

| Heinola |

| Helsinki |

| Lahti |

| Heinola |

### Vorrunde

#### Gruppe A
| 12. April 2001 16:30 Uhr | Ukraine | 2:6 (0:3, 1:2, 1:1) | Schweiz | Lahden Jäähalli, Lahti Zuschauer: 312 |

| 12. April 2001 20:00 Uhr | Slowakei | 0:3 (0:1, 0:0, 0:2) | Finnland | Lahden Jäähalli, Lahti Zuschauer: 846 |

| 13. April 2001 18:30 Uhr | USA | 11:0 (3:0, 5:0, 3:0) | Ukraine | Lahden Jäähalli, Lahti Zuschauer: 397 |

| 14. April 2001 15:00 Uhr | Schweiz | 5:2 (1:1, 3:0, 1:1) | Slowakei | Lahden Jäähalli, Lahti Zuschauer: 634 |

| 14. April 2001 18:30 Uhr | Finnland | 4:3 (0:0, 3:0, 1:3) | USA | Lahden Jäähalli, Lahti Zuschauer: 2.012 |

| 15. April 2001 18:30 Uhr | Ukraine | 0:7 (0:4, 0:0, 0:3) | Finnland | Lahden Jäähalli, Lahti Zuschauer: 1.316 |

| 16. April 2001 15:00 Uhr | Schweiz | 1:3 (1:2, 0:1, 0:0) | USA | Lahden Jäähalli, Lahti Zuschauer: 338 |

| 16. April 2001 18:30 Uhr | Slowakei | 10:1 (3:1, 4:0, 3:0) | Ukraine | Lahden Jäähalli, Lahti Zuschauer: 300 |

| 17. April 2001 16:30 Uhr | USA | 6:2 (3:1, 2:1, 1:0) | Slowakei | Lahden Jäähalli, Lahti Zuschauer: 300 |

| 17. April 2001 20:00 Uhr | Finnland | 3:0 (1:0, 0:0, 2:0) | Schweiz | Lahden Jäähalli, Lahti Zuschauer: 2.037 |

| Pl. |          | Sp | S | U | N | Tore  | Punkte |
| 1.  | Finnland | 4  | 4 | 0 | 0 | 17:03 | 8      |
| 2.  | USA      | 4  | 3 | 0 | 1 | 23:07 | 6      |
| 3.  | Schweiz  | 4  | 2 | 0 | 2 | 12:10 | 4      |
| 4.  | Slowakei | 4  | 1 | 0 | 3 | 14:15 | 2      |
| 5.  | Ukraine  | 4  | 0 | 0 | 4 | 03:34 | 0      |

Abkürzungen: Pl. = Platz, Sp = Spiele, S = Siege, U = Unentschieden, N = Niederlagen

Erläuterungen: Halbfinalqualifikant, Viertelfinalqualifikant, Abstiegsrundenqualifikant

#### Gruppe B
| 12. April 2001 16:30 Uhr | Tschechien | 3:8 (0:1, 1:3, 2:4) | Russland | Heinolan Jäähalli, Heinola Zuschauer: 613 |

| 12. April 2001 20:00 Uhr | Norwegen | 3:4 (1:1, 2:1, 0:2) | Schweden | Heinolan Jäähalli, Heinola Zuschauer: 498 |

| 13. April 2001 18:30 Uhr | Deutschland | 2:2 (2:0, 0:1, 0:1) | Norwegen | Heinolan Jäähalli, Heinola Zuschauer: 616 |

| 14. April 2001 15:00 Uhr | Schweden | 1:2 (0:2, 1:0, 0:0) | Tschechien | Heinolan Jäähalli, Heinola Zuschauer: 537 |

| 14. April 2001 18:30 Uhr | Russland | 8:3 (2:1, 3:0, 3:2) | Deutschland | Heinolan Jäähalli, Heinola Zuschauer: 416 |

| 15. April 2001 18:30 Uhr | Norwegen | 1:10 (0:1, 0:7, 1:2) | Russland | Heinolan Jäähalli, Heinola Zuschauer: 550 |

| 16. April 2001 15:00 Uhr | Schweden | 1:2 (0:2, 0:0, 1:0) | Deutschland | Heinolan Jäähalli, Heinola Zuschauer: 540 |

| 16. April 2001 18:30 Uhr | Tschechien | 7:2 (1:1, 1:0, 5:1) | Norwegen | Heinolan Jäähalli, Heinola Zuschauer: 570 |

| 17. April 2001 16:30 Uhr | Russland | 3:4 (1:0, 0:2, 2:2) | Schweden | Heinolan Jäähalli, Heinola Zuschauer: 640 |

| 17. April 2001 20:00 Uhr | Deutschland | 3:1 (0:1, 2:0, 1:0) | Tschechien | Heinolan Jäähalli, Heinola Zuschauer: 525 |

| Pl. |             | Sp | S | U | N | Tore  | Punkte |
| 1.  | Russland    | 4  | 3 | 0 | 1 | 29:11 | 6      |
| 2.  | Deutschland | 4  | 2 | 1 | 1 | 10:12 | 5      |
| 3.  | Tschechien  | 4  | 2 | 0 | 2 | 13:14 | 4      |
| 4.  | Schweden    | 4  | 2 | 0 | 2 | 10:10 | 4      |
| 5.  | Norwegen    | 4  | 0 | 1 | 3 | 08:23 | 1      |

Abkürzungen: Pl. = Platz, Sp = Spiele, S = Siege, U = Unentschieden, N = Niederlagen

Erläuterungen: Halbfinalqualifikant, Viertelfinalqualifikant, Abstiegsrundenqualifikant

### Abstiegsrunde
| 19. April 2001 16:30 Uhr | Slowakei | 4:4 (0:0, 2:3, 2:1) | Norwegen | Heinolan Jäähalli, Heinola Zuschauer: 340 |

| 19. April 2001 20:00 Uhr | Schweden | 9:4 (3:1, 4:1, 2:2) | Ukraine | Heinolan Jäähalli, Heinola Zuschauer: 410 |

| 20. April 2001 16:30 Uhr | Schweden | 5:1 (2:0, 2:0, 1:1) | Slowakei | Heinolan Jäähalli, Heinola Zuschauer: 325 |

| 20. April 2001 20:00 Uhr | Norwegen | 5:2 (2:0, 1:1, 2:1) | Ukraine | Heinolan Jäähalli, Heinola Zuschauer: 300 |

| Pl. |          | Sp | S | U | N | Tore  | Punkte |
| 1.  | Schweden | 3  | 3 | 0 | 0 | 18:08 | 6      |
| 2.  | Slowakei | 3  | 1 | 1 | 1 | 15:10 | 3      |
| 3.  | Norwegen | 3  | 1 | 1 | 1 | 12:10 | 3      |
| 4.  | Ukraine  | 3  | 0 | 0 | 3 | 07:24 | 0      |

Anmerkung: Die Vorrundenspiele  Norwegen –  Schweden (3:4) und  Slowakei –  Ukraine (10:1) sind in die Tabelle eingerechnet.

Abkürzungen: Pl. = Platz, Sp = Spiele, S = Siege, U = Unentschieden, N = Niederlagen

Erläuterungen: Absteiger in die Division I

### Finalrunde
|  | Viertelfinale    | Viertelfinale | Viertelfinale |    |            | Halbfinale | Halbfinale | Halbfinale |    |          | Finale           | Finale           | Finale           |
|  |                  |               |               |    |            |            |            |            |    |          |                  |                  |                  |
|  |                  |               |               |    |            | B1         | Russland   | 8          |    |          |                  |                  |                  |
|  | A2               | USA           | 4             |    |            | B3         | Tschechien | 3          |    |          |                  |                  |                  |
|  | B3               | Tschechien    | 5             |    |            |            |            |            |    | B1       | Russland         | 6                |                  |
|  |                  |               |               |    | A3         | Schweiz    | 2          |            |    |          |                  |                  |                  |
|  |                  |               |               | A3 | Schweiz    | 4          |            |            |    |          |                  |                  |                  |
|  | B2               | Deutschland   | 1             |    |            | A1         | Finnland   | 2          |    |          | Spiel um Platz 3 | Spiel um Platz 3 | Spiel um Platz 3 |
|  | A3               | Schweiz       | 7             |    |            |            |            |            | A1 | Finnland | 2                |                  |                  |
|  |                  |               |               | B3 | Tschechien | 1          |            |            |    |          |                  |                  |                  |
|  |                  |               |               |    |            |            |            |            |    |          |                  |                  |                  |
|  | Spiel um Platz 5 |               |               |    |            |            |            |            |    |          |                  |                  |                  |
|  | A2               | USA           | 1             |    |            |            |            |            |    |          |                  |                  |                  |
|  | B2               | Deutschland   | 2             |    |            |            |            |            |    |          |                  |                  |                  |

#### Viertelfinale
| 19. April 2001 16:30 Uhr | Deutschland | 1:7 (0:2, 1:1, 0:4) | Schweiz | Lahden Jäähalli, Lahti Zuschauer: 329 |

| 19. April 2001 20:00 Uhr | USA | 4:5 n. P. (3:1, 0:1, 1:2, 0:0, 0:1) | Tschechien | Lahden Jäähalli, Lahti Zuschauer: 519 |

#### Spiel um Platz 5
| 22. April 2001 13:00 Uhr | USA | 1:2 (1:0, 0:2, 0:0) | Deutschland | Heinolan Jäähalli, Heinola Zuschauer: 335 |

#### Halbfinale
| 20. April 2001 16:30 Uhr | Russland | 8:3 (2:0, 4:0, 2:3) | Tschechien | Helsingin Jäähalli, Helsinki Zuschauer: 2.152 |

| 20. April 2001 20:00 Uhr | Schweiz | 4:2 (0:2, 4:0, 0:0) | Finnland | Helsingin Jäähalli, Helsinki Zuschauer: 2.811 |

#### Spiel um Platz 3
| 22. April 2001 13:00 Uhr | Finnland | 2:1 (1:0, 1:1, 0:0) | Tschechien | Helsingin Jäähalli, Helsinki Zuschauer: keine Angabe |

#### Finale
| 22. April 2001 17:00 Uhr | Russland | 6:2 (2:1, 2:0, 2:1) | Schweiz | Helsingin Jäähalli, Helsinki Zuschauer: 5.076 |

### Statistik

#### Beste Scorer
Abkürzungen: GP = Spiele, G = Tore, A = Assists, Pts = Punkte, +/− = Plus/Minus, PIM = Strafminuten; Fett: Turnierbestwert
| Spieler               | Team       | GP | G  | A | Pts | +/− | PIM |
| --------------------- | ---------- | -- | -- | - | --- | --- | --- |
| Ilja Kowaltschuk      | Russland   | 6  | 11 | 4 | 15  | +12 | 26  |
| Igor Grigorenko       | Russland   | 6  | 6  | 4 | 10  | +11 | 8   |
| Juri Trubatschow      | Russland   | 6  | 2  | 7 | 9   | +8  | 8   |
| Tomáš Jasko           | Slowakei   | 6  | 4  | 4 | 8   | +1  | 0   |
| Dwight Helminen       | USA        | 6  | 3  | 5 | 8   | +4  | 0   |
| Petr Kanko            | Tschechien | 7  | 6  | 1 | 7   | ±0  | 4   |
| Joey Crabb            | USA        | 6  | 5  | 2 | 7   | +4  | 2   |
| Patrik Bärtschi       | Schweiz    | 7  | 5  | 2 | 7   | +2  | 4   |
| Alexander Pereschogin | Russland   | 6  | 4  | 3 | 7   | +4  | 0   |
| Jiří Novotný          | Tschechien | 6  | 4  | 3 | 7   | −1  | 2   |

#### Beste Torhüter
Abkürzungen: GP = Spiele, TOI = Eiszeit (in Minuten), GA = Gegentore, SO = Shutouts, Sv% = gehaltene Schüsse (in %), GAA = Gegentorschnitt; Fett: Turnierbestwert
| Spieler         | Team        | GP | TOI    | GA | SO | Sv%   | GAA  |
| --------------- | ----------- | -- | ------ | -- | -- | ----- | ---- |
| Kari Lehtonen   | Finnland    | 4  | 239:10 | 7  | 2  | 93,46 | 1,76 |
| Tobias Stephan  | Schweiz     | 6  | 360:00 | 16 | 0  | 92,73 | 2,67 |
| Travis Weber    | USA         | 3  | 180:00 | 6  | 1  | 92,41 | 2,00 |
| Dimitri Pätzold | Deutschland | 6  | 360:00 | 20 | 0  | 90,78 | 3,33 |
| Andrei Medwedew | Russland    | 5  | 285:29 | 14 | 0  | 90,60 | 2,94 |

### Abschlussplatzierungen
| Pl. | Team        |
| --- | ----------- |
| 1   | Russland    |
| 2   | Schweiz     |
| 3   | Finnland    |
| 4   | Tschechien  |
| 5   | Deutschland |
| 6   | USA         |
| 7   | Schweden    |
| 8   | Slowakei    |
| 9   | Norwegen    |
| 10  | Ukraine 1   |

### Titel, Auf- und Abstieg
| Weltmeister Russland | Jewgeni Artjuchin, Anton Babtschuk, Denis Grebeschkow, Igor Grigorenko, Alexander Golowin, Alexei Kaigorodow, Juri Kljutschnikow, Igor Knjasew, Kirill Kolzow, Wladimir Korsunow, Ilja Kowaltschuk, Andrei Medwedew, Alexander Pereschogin, Alexander Poluschin, Timofei Schischkanow, Dmitri Sjomin, Andrei Taratuchin, Artjom Ternawski, Fjodor Tjutin, Juri Trubatschow, Stanislaw Tschistow, Wiktor Utschewatow Trainer: Wladimir Pljuschtschew |

| Silber Schweiz | Andres Ambühl, Patrik Bärtschi, Thomas Bäumle, Lukas Baumgartner, Severin Blindenbacher, Daniel Boss, Cyrill Bühler, Florian Conz, Jürg Dällenbach, Manuel Gossweiler, Marco Gruber, Andreas Küng, Romano Lemm, Daniel Manzato, Marcel Moser, Emanuel Peter, Tim Ramholt, Raffaele Sannitz, Filippo Schenker, Beat Schiess-Forster, Stefan Schnyder, Tobias Stephan, Luca Triulzi Trainer: Charly Oppliger |

| Bronze Finnland | Juuso Akkanen, Sean Bergenheim, Juha Fagerstedt, Topi Jaakola, Teemu Jääskeläinen, Tommi Jäminki, Jussi Jokinen, Henrik Juntunen, Max Kenig, Juha-Pekka Ketola, Mikko Koivu, Kari Lehtonen, Mikko Mäenpää, Tomi Mäki, Antti-Jussi Miettinen, Tomi Mustonen, Tuomas Nissinen, Joni Purola, Tomi Sykkö, Matti Tähkäpää, Jussi Timonen, Iikka Törnvall Trainer: Pekka Hämäläinen |

| Absteiger in die Division I:    | keiner                           |
| Aufsteiger in die Top-Division: | Kanada (IIHF-Beschluss), Belarus |

### Auszeichnungen
Spielertrophäen
| Auszeichnung       | Spieler          | Team     |
| ------------------ | ---------------- | -------- |
| Bester Torhüter    | Tobias Stephan   | Schweiz  |
| Bester Verteidiger | Kirill Kolzow    | Russland |
| Bester Stürmer     | Ilja Kowaltschuk | Russland |

All-Star-Team
| Angriff:      | Ilja Kowaltschuk – Dwight Helminen – Igor Grigorenko |
| Verteidigung: | Igor Knjasew – Kirill Kolzow                         |
| Tor:          | Tobias Stephan                                       |

## Division I
in Riga und Liepāja, Lettland

### Vorrunde
| Teams        | BLR  | JPN  | DAN  | PRK  | Tore  | Pkt. |
| ------------ | ---- | ---- | ---- | ---- | ----- | ---- |
| 1. Belarus   |      | 3:2  | 11:5 | 9:1  | 23:8  | 6:0  |
| 2. Japan     | 2:3  |      | 4:2  | 11:2 | 17:7  | 4:2  |
| 3. Dänemark  | 5:11 | 2:4  |      | 5:4  | 12:19 | 2:4  |
| 4. Nordkorea | 1:9  | 2:11 | 4:5  |      | 7:25  | 0:6  |

| Teams         | AUT | LAT | KAZ | ITA | Tore  | Pkt. |
| ------------- | --- | --- | --- | --- | ----- | ---- |
| 1. Österreich |     | 3:0 | 5:3 | 2:2 | 10:5  | 5:1  |
| 2. Lettland   | 0:3 |     | 5:5 | 8:1 | 13:9  | 3:3  |
| 3. Kasachstan | 3:5 | 5:5 |     | 4:0 | 12:10 | 3:3  |
| 4. Italien    | 2:2 | 1:8 | 0:4 |     | 3:14  | 1:5  |

### Final- und Abstiegsrunde
| Teams         | KAZ   | ITA   | DAN   | PRK   | Tore  | Pkt. |
| ------------- | ----- | ----- | ----- | ----- | ----- | ---- |
| 1. Kasachstan |       | (4:0) | 8:2   | 12:2  | 24:4  | 6:0  |
| 2. Italien    | (0:4) |       | 6:5   | 5:3   | 11:12 | 4:2  |
| 3. Dänemark   | 2:8   | 5:6   |       | (5:4) | 12:18 | 2:4  |
| 4. Nordkorea  | 2:12  | 3:5   | (4:5) |       | 9:22  | 0:6  |

| Teams         | BLR   | AUT   | JPN   | LAT   | Tore | Pkt. |
| ------------- | ----- | ----- | ----- | ----- | ---- | ---- |
| 1. Belarus    |       | 4:4   | (3:2) | 7:3   | 14:9 | 5:1  |
| 2. Österreich | 4:4   |       | 3:3   | (3:0) | 10:7 | 4:2  |
| 3. Japan      | (2:3) | 3:3   |       | 5:2   | 10:8 | 3:3  |
| 4. Lettland   | 3:7   | (0:3) | 2:5   |       | 5:15 | 0:6  |

### Abschlussplatzierungen
| RF | Team       |
| -- | ---------- |
| 1  | Belarus    |
| 2  | Österreich |
| 3  | Japan      |
| 4  | Lettland   |
| 5  | Kasachstan |
| 6  | Italien    |
| 7  | Dänemark   |
| 8  | Nordkorea  |

### Auf- und Abstieg
| Aufsteiger in die WM-Gruppe:  | Belarus        |
| Absteiger aus der WM-Gruppe:  | kein Absteiger |
| Absteiger aus der Division I: | kein Absteiger |
| Aufsteiger in die Division I: | Slowenien      |

## Division II
in Elektrėnai und Kaunas, Litauen

### Vorrunde
| Teams        | SLO  | POL  | CRO  | HUN  | Tore  | Pkt. |
| ------------ | ---- | ---- | ---- | ---- | ----- | ---- |
| 1. Slowenien |      | 10:1 | 11:0 | 10:1 | 31:2  | 6:0  |
| 2. Polen     | 1:10 |      | 10:1 | 13:0 | 24:11 | 4:2  |
| 3. Kroatien  | 0:11 | 1:10 |      | 7:6  | 8:27  | 2:4  |
| 4. Ungarn    | 1:10 | 0:13 | 6:7  |      | 7:30  | 0:6  |

| Teams             | FRA | EST | GBR | LTU | Tore  | Pkt. |
| ----------------- | --- | --- | --- | --- | ----- | ---- |
| 1. Frankreich     |     | 4:4 | 9:0 | 8:0 | 21:4  | 5:1  |
| 2. Estland        | 4:4 |     | 6:2 | 6:2 | 16:8  | 5:1  |
| 3. Großbritannien | 0:9 | 2:6 |     | 8:3 | 10:18 | 2:4  |
| 4. Litauen        | 0:8 | 2:6 | 3:8 |     | 5:22  | 0:6  |

### Finale, Abstiegs- und Platzierungsspiele
| Abstiegsspiel um Platz 7 |            |                |   |            |  |                    |
| 31. März 2001            | Kaunas     | Litauen        | – | Ungarn     |  | 1:11 (0:3,1:1,0:7) |
|                          |            |                |   |            |  |                    |
| Spiel um Platz 5         |            |                |   |            |  |                    |
| 31. März 2001            | Kaunas     | Großbritannien | – | Kroatien   |  | 5:4 (0:1,1:1,4:2)  |
|                          |            |                |   |            |  |                    |
| Spiel um Platz 3         |            |                |   |            |  |                    |
| 31. März 2001            | Elektrėnai | Polen          | – | Estland    |  | 4:2 (1:1,0:0,3:1)  |
|                          |            |                |   |            |  |                    |
| Finale                   |            |                |   |            |  |                    |
| 31. März 2001            | Elektrėnai | Slowenien      | – | Frankreich |  | 5:2 (1:1,4:0,0:1)  |

### Abschlussplatzierungen
| RF | Team           |
| -- | -------------- |
| 1  | Slowenien      |
| 2  | Frankreich     |
| 3  | Polen          |
| 4  | Estland        |
| 5  | Großbritannien |
| 6  | Kroatien       |
| 7  | Ungarn         |
| 8  | Litauen        |

### Auf- und Abstieg
| Aufsteiger in die Division I:  | Slowenien             |
| Absteiger aus der Division I:  | kein Absteiger        |
| Absteiger aus der Division II: | Litauen               |
| Aufsteiger in die Division II: | Rumänien, Niederlande |

## Division III
in Sofia, Bulgarien

### Vorrunde
| Teams          | ROM  | RSA  | BEL | YUG | Tore | Pkt. |
| -------------- | ---- | ---- | --- | --- | ---- | ---- |
| 1. Rumänien    |      | 10:0 | 5:2 | 1:0 | 16:2 | 6:0  |
| 2. Südafrika   | 0:10 |      | 3:2 | 4:3 | 7:15 | 4:2  |
| 3. Belgien     | 2:5  | 2:3  |     | 4:1 | 8:9  | 2:4  |
| 4. Jugoslawien | 0:1  | 3:4  | 1:4 |     | 4:9  | 0:6  |

| Teams          | NED  | ESP  | BUL  | ISR  | Tore  | Pkt. |
| -------------- | ---- | ---- | ---- | ---- | ----- | ---- |
| 1. Niederlande |      | 11:0 | 14:1 | 10:2 | 35:3  | 6:0  |
| 2. Spanien     | 0:11 |      | 13:2 | 6:3  | 19:16 | 4:2  |
| 3. Bulgarien   | 1:14 | 2:13 |      | 2:0  | 5:27  | 2:4  |
| 4. Israel      | 2:10 | 3:6  | 0:2  |      | 5:18  | 0:6  |

### Finale und Platzierungsspiele
| Spiel um Platz 7 |       |             |   |           |  |                                 |
| 11. März 2001    | Sofia | Jugoslawien | – | Israel    |  | 7:6 n. P. (1:2,2:3,3:1,0:0,1:0) |
|                  |       |             |   |           |  |                                 |
| Spiel um Platz 5 |       |             |   |           |  |                                 |
| 11. März 2001    | Sofia | Bulgarien   | – | Belgien   |  | 3:11 (1:2,0:4,2:5)              |
|                  |       |             |   |           |  |                                 |
| Spiel um Platz 3 |       |             |   |           |  |                                 |
| 11. März 2001    | Sofia | Spanien     | – | Südafrika |  | 8:1 (4:0,2:1,2:0)               |
|                  |       |             |   |           |  |                                 |
| Finale           |       |             |   |           |  |                                 |
| 11. März 2001    | Sofia | Niederlande | – | Rumänien  |  | 4:3 (1:1,2:0,1:2)               |

### Abschlussplatzierungen
| RF | Team        |
| -- | ----------- |
| 1  | Niederlande |
| 2  | Rumänien    |
| 3  | Spanien     |
| 4  | Südafrika   |
| 5  | Belgien     |
| 6  | Bulgarien   |
| 7  | Jugoslawien |
| 8  | Israel      |

### Auf- und Abstieg
| Aufsteiger in die Division II:  | Rumänien, Niederlande |
| Absteiger aus der Division II:  | Litauen               |
| Absteiger aus der Division III: | keine Absteiger       |
| Aufsteiger in die Division III: | Türkei Südkorea       |

## Qualifikation zur Division III 2002
in Luxemburg, Luxemburg
| 27. April 2001 | Luxemburg | Türkei | – | Island |  | 5:4 (3:2,2:0,0:2) |

| Aufsteiger in die Division III: | Türkei |

## Asien-Ozeanien-Division
in Seoul, Südkorea
| Teams                  | DRK  | CHN  | AUS  | NZL  | Tore  | Pkt. |
| ---------------------- | ---- | ---- | ---- | ---- | ----- | ---- |
| 1. Südkorea            |      | 6:2  | 11:1 | 22:1 | 39:4  | 6:0  |
| 2. Volksrepublik China | 2:6  |      | 2:2  | 22:0 | 26:8  | 3:3  |
| 3. Australien          | 1:11 | 2:2  |      | 8:3  | 11:16 | 3:3  |
| 4. Neuseeland          | 1:22 | 0:22 | 3:8  |      | 4:52  | 0:6  |

### Auf- und Abstieg
| Aufsteiger in die Division III:     | Südkorea                                    |
| Absteiger aus der Division III:     | keine Absteiger                             |
| Absteiger aus der Asien-Division I: | keine Absteiger                             |
| Aufsteiger in die Asien-Division I: | Mongolei, Republik China (Taiwan), Thailand |

## Qualifikation zur Asien-Ozeanien-Division 2002
in Seoul, Südkorea
| Teams                      | MGL  | TPE  | THA  | Tore | Pkt. |
| -------------------------- | ---- | ---- | ---- | ---- | ---- |
| 1. Mongolei                |      | 10:3 | 12:1 | 22:4 | 4:0  |
| 2. Republik China (Taiwan) | 3:10 |      | 3:1  | 6:11 | 2:2  |
| 3. Thailand                | 1:12 | 1:3  |      | 2:15 | 0:4  |

### Aufsteiger
| Aufsteiger in die Asien-Division I: | Mongolei |